# Rhysotoechia florulenta
Rhysotoechia florulenta är en kinesträdsväxtart som beskrevs av Sally T. Reynolds. Rhysotoechia florulenta ingår i släktet Rhysotoechia och familjen kinesträdsväxter. Inga underarter finns listade i Catalogue of Life.